# Saved (álbum)
Saved é o vigésimo álbum de estúdio do cantor Bob Dylan, lançado a 23 de Junho de 1980.
O disco atingiu o nº 24 do Pop Albums.
| Críticas profissionais                                                      | Críticas profissionais |
| Avaliações da crítica                                                       | Avaliações da crítica  |
| Fonte                                                                       | Avaliação              |
| --------------------------------------------------------------------------- | ---------------------- |
| Allmusic                                                                    | [ 2 ]                  |
| Rolling Stone                                                               | [ 3 ]                  |
| Robert Christgau                                                            | (C+)                   |
| Esta tabela precisa de ser acompanhada por texto em prosa. Consulte o guia. |                        |

## Faixas
Todas as faixas por Bob Dylan, exceto onde anotado
1. "A Satisfied Mind" (Red Hayes, Jack Rhodes) – 1:57
2. "Saved" (Tim Drummond, Dylan) – 4:00
3. "Covenant Woman" – 6:02
4. "What Can I Do for You?" – 5:54
5. "Solid Rock" – 3:55
6. "Pressing On" – 5:11
7. "In the Garden" – 5:58
8. "Saving Grace" – 5:01
9. "Are You Ready?" – 4:41

## Créditos
- Bob Dylan - Guitarra, harmónica, teclados, vocal
- Carolyn Dennis - Vocal
- Tim Drummond - Baixo
- Regina Havis - Vocal
- Jim Keltner - Bateria
- Clydie King - Vocal
- Spooner Oldham - Teclados
- Fred Tackett - Guitarra
- Monalisa Young - Vocal
- Terry Young - Teclados, vocal